# Море Вологості

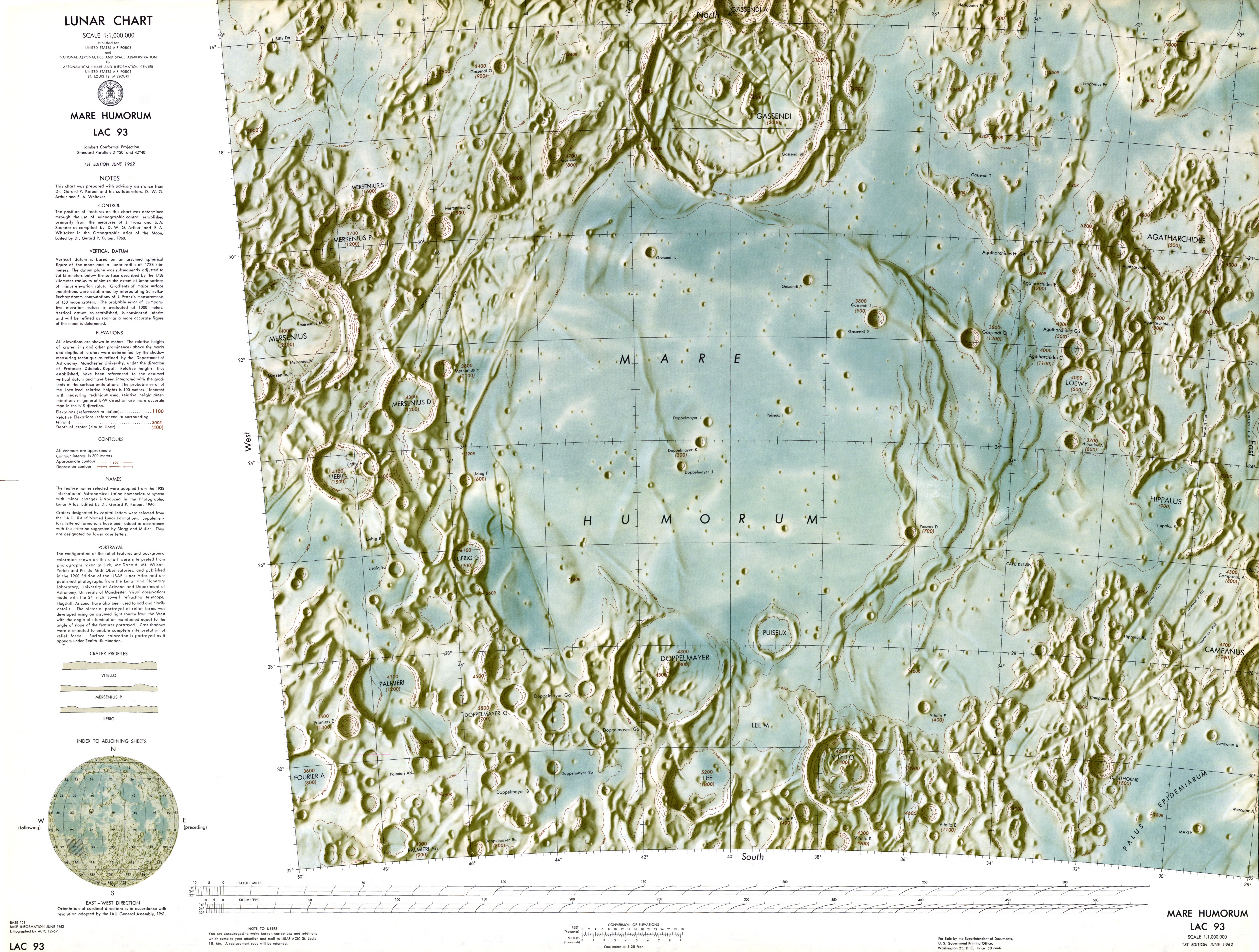
Карта Моря Вологості (USAF, 1962)

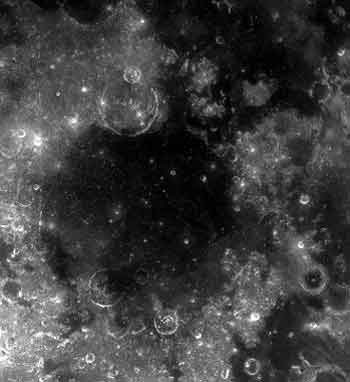
Мозаїка знімків, зроблених при високому Сонці

Море Вологості (лат. Mare Humorum) — море на південному заході видимого боку Місяця. Середній діаметр — близько 370 км (максимальний — понад 400 км), координати центру — 24°30′ пд. ш. 38°36′ зх. д. / 24.5° пд. ш. 38.6° зх. д..
Море Вологості лежить у доволі виразному імпактному басейні. Як і інші такі моря, воно кругле і має маскон; у східній частині моря є система концентричних гряд, а на берегах — аналогічна система грабенів. На північному сході Море Вологості сполучається з Океаном Бур. На сході вузька материкова смужка відмежовує його від Моря Хмар, а на південному сході — від Болота Епідемій.

## Назва
Сучасну назву цього моря, як і більшості місячних морів, запропонував Джованні Річчолі 1651 року. Вона (як і назви деяких інших морів західної половини видимого боку Місяця) пов'язана з похмурою погодою. Ймовірно, це відголос тодішніх уявлень про вплив Місяця на погоду. 1935 року цю назву затвердив Міжнародний астрономічний союз.
Інші селенографи давнини називали це море інакше. В 1630-х роках П'єр Гассенді дав йому латинську назву Anticaspia, бо воно розташоване на місячному диску навпроти «Каспію» (сучасного Моря Криз). 1645 року Міхаель ван Лангрен назвав його Венеціанським морем (Mare Venetum), а 1647 року Ян Гевелій — Сірбонською затокою (Sinus Sirbonis) на честь єгипетської лагуни, нині відомої як Бардавіль.

## Загальний опис
Діаметр головного кільця басейну Моря Вологості оцінюють у 820 км, а внутрішнього — в 440 км. З меншою впевненістю простежуються ще два кільця (діаметром 570 та 320 км). Саме море лежить переважно в межах 440-кілометрового кільця. Втім, на заході воно не досягає його краю, а на сході, навпаки, виходить за нього. Під морем лежить значний маскон.
Навколо басейну Моря Вологості простежуються його викиди та вторинні кратери, хоча й уже сильно поруйновані метеоритним бомбардуванням. Породи, що їх складають, називають формацією Вітелло за назвою кратера, в околицях якого їх добре видно.
Товщина лави в Морі Вологості, згідно з вимірюваннями напівзатоплених кратерів, збільшується від країв до центру. Її максимальне значення не менше за 2 км, але, ймовірно, не більше за 2,5–3,0 км. Поверхня моря лежить на 2,1–2,6 км нижче за місячний рівень відліку висот — подібно до сусіднього Моря Хмар, але на кількасот метрів нижче за сусідні ділянки Океану Бур.
Басейн Моря Вологості з'явився в нектарському періоді. Його сучасний лавовий покрив є молодшим: вік різних ділянок, згідно з результатами підрахунку кратерів, варіює в межах 3,1–3,9 млрд років (імбрійський період). У сусідньому кратері Гассенді A він становить 2,9 млрд років. Є ознаки того, що подекуди в це море затікала лава з Океану Бур.

## Деталі поверхні
Береги Моря Вологості подекуди доволі уривисті і утворюють уступи: уступ Лібіха (Rupes Liebig) на заході та уступ Кельвіна (Rupes Kelvin) на південному сході. Біля останнього в море виступає мис Кельвіна (Promontorium Kelvin).
Кільце гряд, характерне для круглих морів, у Моря Вологості виражене лише в східній половині, хоча окремі гряди трапляються і в інших місцях. Власної назви жодна з них станом на 2016 рік не має. Кільце грабенів цього моря розташоване переважно за його межами. Це борозни Гіппала (Rimae Hippalus) на сході та борозни Мерсенія (Rimae Mersenius) на північному заході. Поблизу моря є й невеликі менш упорядковані системи борозен: борозни де Гаспаріса (Rimae de Gasparis) на заході, борозни Пальмьєрі (Rimae Palmieri) на південному заході та борозни Гассенді (Rimae Gassendi) в кратері Гассенді на північному березі. Крім того, в західній частині моря проходять борозни Доппельмаєра (Rimae Doppelmayer).
На півдні Моря Вологості лежить кратер Пюїзе (25 км), майже цілком затоплений лавою. На північний берег накладений 111-кілометровий кратер Гассенді з розтрісканим дном, затоплений лише невеликою частиною. Інші частково затоплені кратери берегів моря — Доппельмаєр (65 км), Гіппал (57 км), Лі (41 км) та Леві (22 км). Крім того, поблизу моря розташовані кратери Мерсеній (85 км), Лібіх (40 км), Де Гаспаріс (31 км), Пальм'єрі (40 км), Вітелло (43 км), Данторн (15 км), Агатархід (52 км), а також численні безіменні та супутні.
Кілька ділянок у Морі Вологості та на його берегах вкриті темними пірокластичними породами (найімовірніше, частками залізовмісного вулканічного скла, викинутими при вибухових або фонтаноподібних виверженнях). Найбільші з цих ділянок лежать на південному березі моря, поблизу східного краю кратера Доппельмаєр (площа — близько 2600 км2), та на південному заході моря, навколо борозен Доппельмаєра (близько 1500 км2). Другу ділянку на сході вкриває молодша та світліша морська лава. В межах 15 км від головної з цих борозен товщина пірокластичних порід перевищує 10 м; ймовірно, вони вивергалися саме з неї. Джерело подібних порід поблизу кратера Доппельмаєр станом на 2009 рік не встановлене.